# Mülheim-Kärlich
Pour les articles homonymes, voir Mülheim (homonymie).
Mülheim-Kärlich est une municipalité du Verbandsgemeinde Weißenthurm, dans l'arrondissement de Mayen-Coblence, en Rhénanie-Palatinat, dans l'ouest de l'Allemagne.

## Histoire
| Appartenances historiques Électorat de Trèves 1018-1797 République cisrhénane (Rhin-et-Moselle) 1797-1802 République française (Rhin-et-Moselle) 1802-1804 Empire français (Rhin-et-Moselle) 1804-1813 Royaume de Prusse (Grand-duché du Bas-Rhin) 1815-1822 Royaume de Prusse (Province de Rhénanie) 1822-1918 République de Weimar 1918-1933 Reich allemand 1933-1945 Allemagne occupée 1945-1949 Allemagne 1949-présent |

## Illustrations

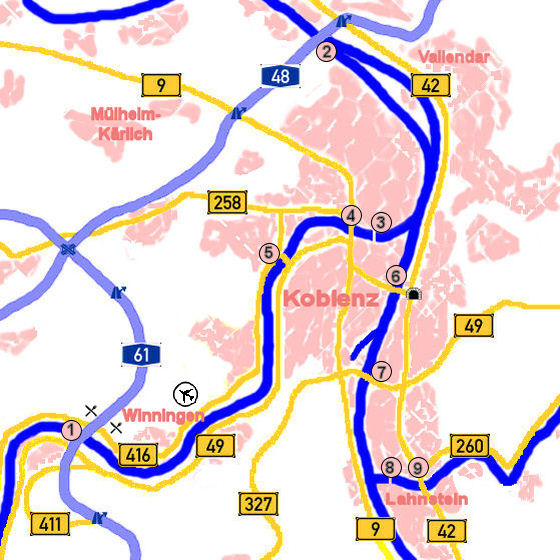
Carte de la région de Coblence où se trouve Mülheim-Kärlich
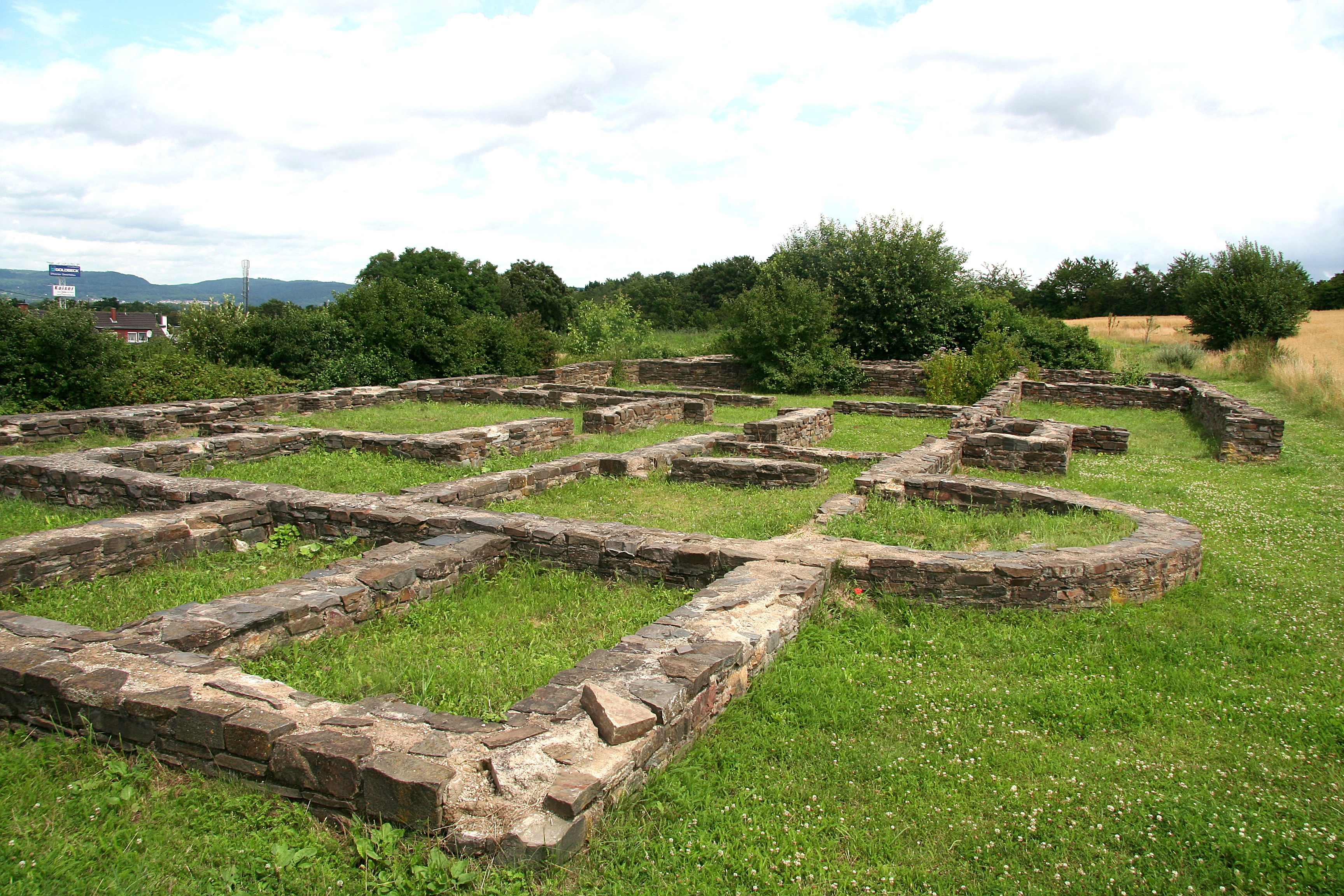
Villa romaine
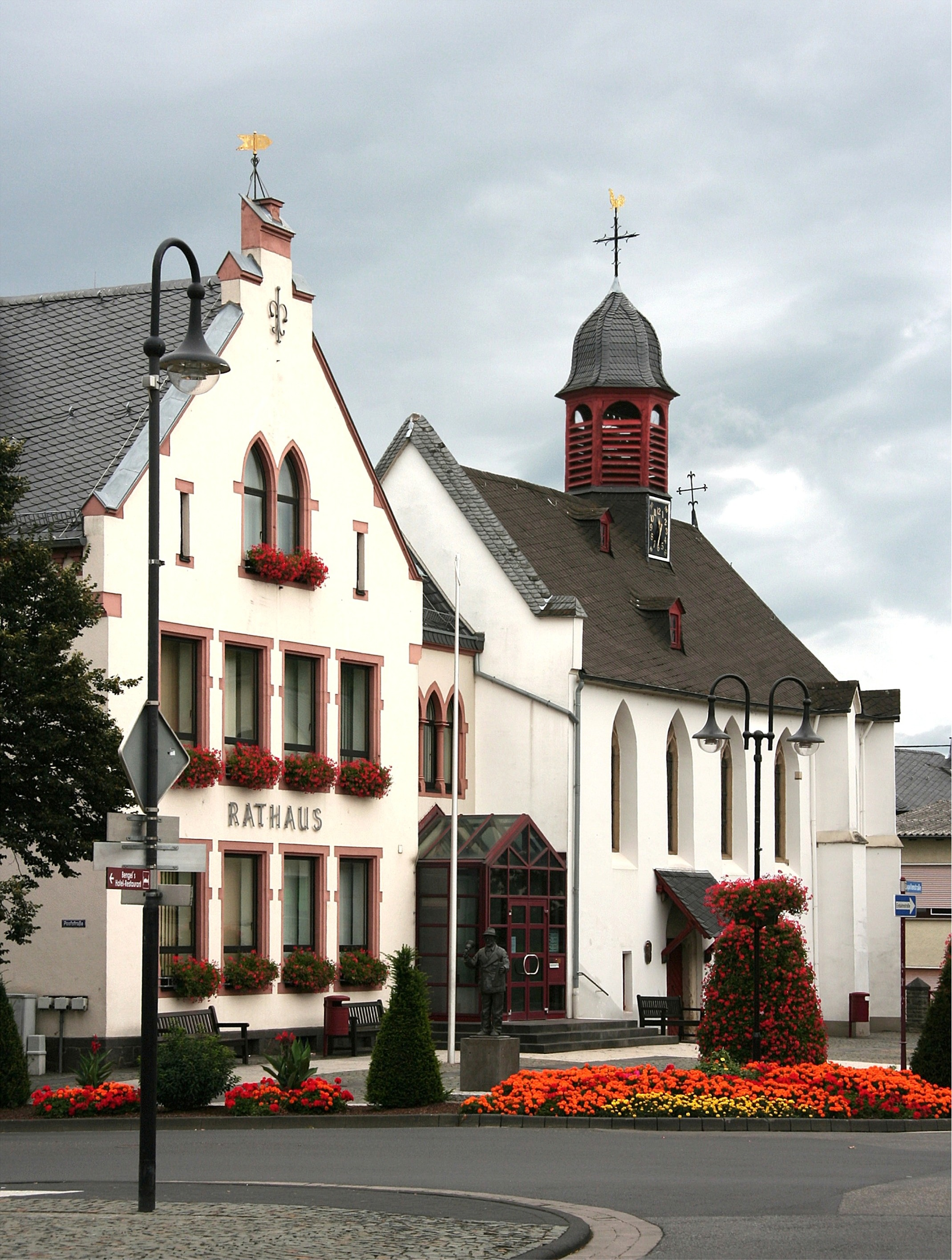
Mairie (Rathaus) et chapelle
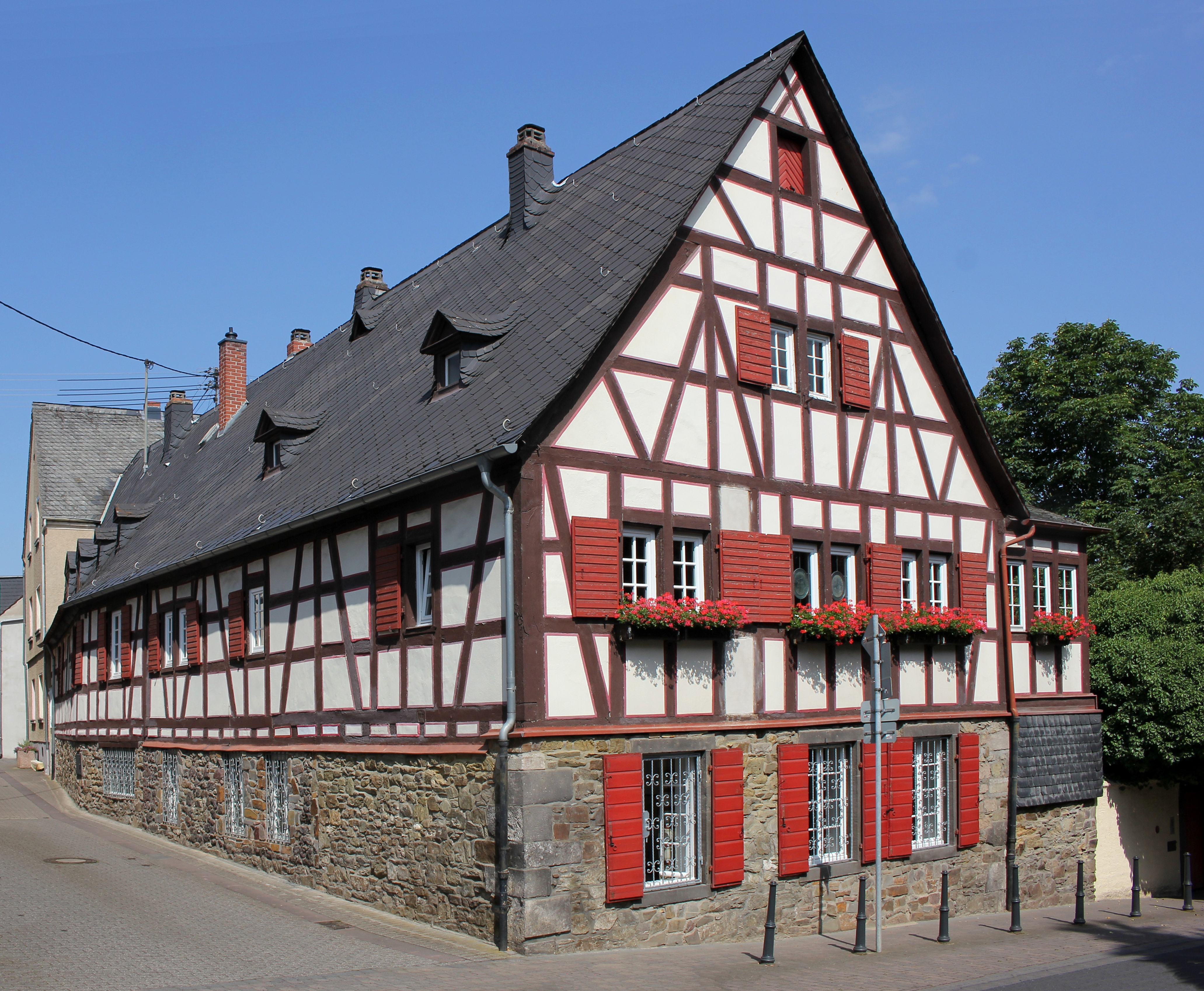
Burghof
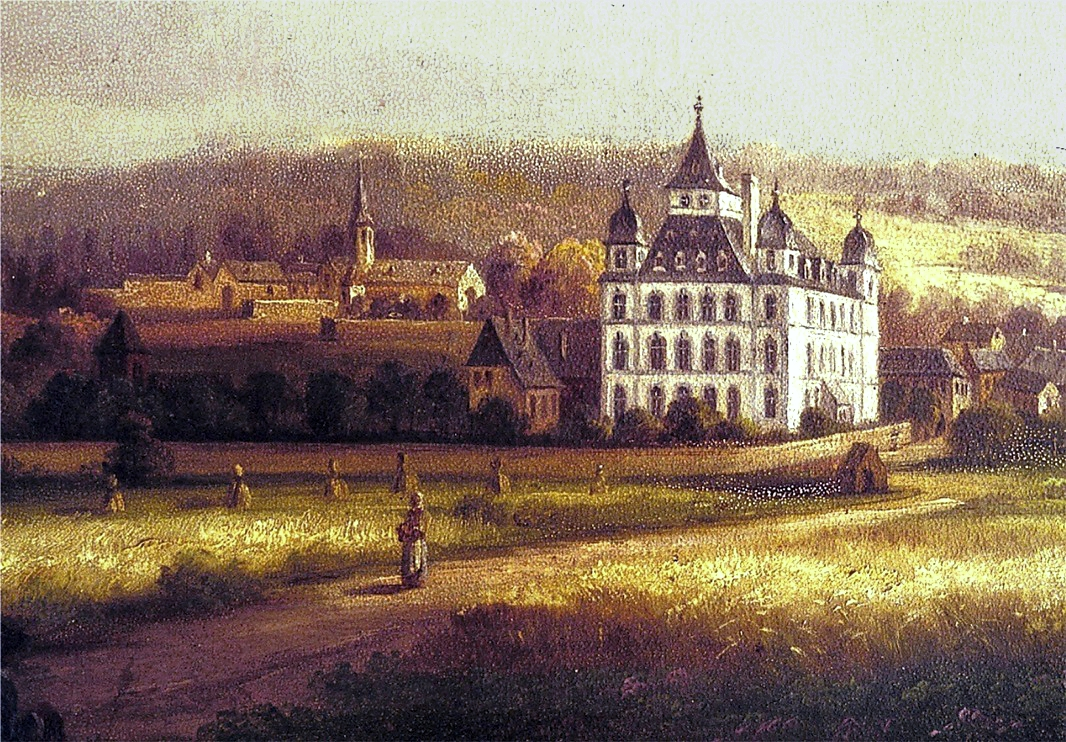
Château de Kärlich en 1790